# Keri Hilson
Keri Hilson (n. 5 decembrie 1982) este o cântăreață, compozitoare și actriță americană. Aceasta și-a început cariera artistică ca vocalist[ pentru diferiți artiști, pentru care și compunea. În 2004 a apărut pe melodia și în videoclipul „Hey Now”, ale rapperului Xzibit. Din 2004 până în 2008, interpreta a apărut pe mai multe cântece și în mai multe videoclipuri, cunoscând notorietatea în special datorită aparițiilor în single-urile „Scream” și „The Way I Are”, ale producătorului Timbaland.
Dumă numeroase amânări succesive, artista își va lansa primul album de studio, intitulat In a Perfect World..., pe data de 4 noiembrie 2008. Primul single al albumului, „Energy” a fost lansat pe data de 14 iulie 2008.

## Copilăria și pasiunea pentru muzică
Keri s-a născut pe 5 decembrie 1982 în Decatur, Georgia, Statele Unite ale Americii. În timpul copilăriei aceasta urmărea numeroase emisiuni-concurs televizate, cum ar fi Star Search sau Showtime at the Apollo, dorindu-și o carieră în muzică încă de la vârsta de doisprezece ani. Mama sa i-a angajat un profesor de pian, însă aceasta dorea să-și exprime sentimentele prin cântatul vocal. Astfel, Keri și-a transformat lecțiile de pian în lecții de canto, fiind acompaniată de pian. La vârsta adolescenței, artista a început să lucreze cu producătorul Anthony Dent, oferind vocalize adiționale cântecelor celor ce apelau la Dent.

## Cariera muzicală

### 2001 - 2005: Începuturile, primele colaborări și perioada de tranziție
Keri Hilson a început să scrie melodii pentru artiști încă din anul 2001 și în ciuda faptului că și-a creat un nume pentru sine din munca depusă pentru alți artiști, ea a rămas în spatele luminii reflectoarelor timp de trei ani, până în 2004. Atunci, ea a apărut ca invitat în melodia și videoclipul „Hey Now”, realizată în colaborare cu rapper-ul Xzibit. Single-ul nu a avut succes în SUA, atingând doar poziția cu numărul 93 în Billboard Hot 100, în ciuda faptului că a petrecut patru săptămâni în clasament. De asemenea, single-ul a mai intrat în clasamentele Billboard Hot R&B/Hip Hop-Hop Songs și Billboard Rhythmic Top 40, obținând pozițiile 52 și, respectiv, 66. Mai mult succes a avut în Europa și Oceania, unde a atins poziții de top 50. În Regatul Unit, single-ul a debutat pe locul 9, devenind primul single de top 10 al artistei în această țară. Hey Now a activat și în clasamentele din Australia, Elveția, Irlanda, Germania și Noua Zeelandă. În urma colaborării, Hilson a interpretat melodia la gala premiilor MTV Europe Music Awards din anul 2004.
După Hey Now, artista și-a continuat cariera ca solist pentru numeroși artiști, cea mai bine clasată melodie dintre cele la care a luat parte interpreta este „Pimpin' All Over the World”, a cântăreților Ludacris și Bobby Valentino. Melodia s-a clasat pe locul 9 în Billboard Hot 100 și pe locul 5 în clasamentul Billboard Hot R&B/Hip Hop-Hop Songs.

### 2006 - 2008: Colaborarea cu Timbaland și cunoașterea notorietății
În 2006, interpreta a apărut în videoclipul melodiei „Promiscuous”, a cântăreței Nelly Furtado și compusă de producătorul Timbaland. Alături de ea în acest videoclip pe lângă Furtado și Mosley apare și Justin Timberlake. De asemenea, tot în 2006, cântăreața, a apărut pe melodia „Help” a rapper-ului Lloyd Banks. Single-ul a fost un eșec, nereușind să pătrundă în clasamentul Billboard Hot 100. Totuși, Help, a atins poziția cu numărul 77 în Billboard Hot R&B/Hip Hop-Hop Songs. Între timp, Hilson a semnat un contract cu casa de discuri Interscope și a început lucrul la primul său material discografic, In a Perfect World....
În 2007, artista a apărut în pe patru melodii ale albumului Shock Value, al producătorului Timbaland. Acestea fiind: „Miscommunication”, „Hello”, „Scream” și „The Way I Are”, ultimele două fiind lansate ca single-uri. „The Way I Are” a fost lansat ca cel de-al doilea single al albumului, în vara anului 2007. Single-ul a devenit în scurt timp un hit, atingând poziția cu numărul 3 în Billboard Hot 100, devenind prima clasare în top 10 a artistei în acest top. „The Way I Are”, a petrecut un număr de nouăsprezece săptămâni în top 10. De asemenea, la nivel mondial, single-ul a atins prima pozițe în clasamentele din Australia, Bulgaria, Canada, Danemarca, Indonezia, Irlanda, Norvegia, Polonia, și Regatul Unit. Iar în Austria, Finlanda, Franța, Germania, Italia, Noua Zeelandă, România, Rusia sau Suedia, a obținut poziții de top 10. 
În decembrie 2007, casa de discuri a lui Timbaland a lansat melodia „Scream” ca single al albumului Shock Value. Acesta a obținut doar poziția cu numărul 122 în Billboard Hot 100, o clasare dezamăgitore în condițiile în care precedentele trei single-uri au atins poziții de top 3. Totuși, single-ul a atins poziții de top 10 în țări ca Bulgaria, Finlanda, Germania, Irlanda, Malta, Noua Zeelandă, Polonia, România sau Suedia.
Artista a intrat în grupul de scriitori de cântece și producători The Clutch. Hilson a scris melodii pentru cel de-al cincilea album de studio al lui Britney Spears, Blackout și a lucrat și la următorul album al acesteia, intitulat Circus.

### 2008 - prezent: Alte colaborări și începutul carierei solo
În 2008, interpreta a lansat un videoclip promoțional pentru albumul său de debut și melodia „Where Did He Go”, mergând mai departe cu promovarea imaginii sale ca artist solo prin melodia „Get It Girl”, produsă de Timbaland și Danja și lansată prin intermediul magazinului iTunes. 
Tot în 2008, Hilson a fost o persoană destul de prezentă ca invitat în diferite videoclipuri. Prima apariție ca invitat din acest an a avut-o în videoclipul melodiei „Love In This Club”, al interpretului de muzică R&B, Usher. În acesta, Hison, joacă rolul fetei morgana. O altă apariție importantă are în videoclipul „Party People” a rapper-ului Nelly. În acesta, ea poartă un tricou ce are inscripția Hip-Hop ain't Dead (Hip-Hop-ul nu este mort). Recent, acesta a apărut și în videoclipul lui Ne-Yo, „Miss Independent”, fiind o femeie independentă.
Primul material discografic al artistei va fi lansat pe data de 4 noiembrie a anului curent, fiind precedat de single-ul „Energy”, lansat pe data de 14 iulie. Single-ul a atins poziția cu numărul 78 în Billboard Hot 100 și poziția cu numărul 21 în Billboard Hot R&B/Hip Hop-Hop Songs. Energy a mai intrat în clasamentele din Oceania, unde a avut un succes moderat. În Australia, single-ul a atins poziția cu numărul 69, însă este în plină ascensiune. Spre deosebire de Australia în Noua Zeelandă, acesta a experimentat un succes neașteptat, atingând poziția cu numărul 2, după  ascensiune rapidă în clasament. În Regatul Unit, single-ul va fi lansat pe data de 6 octombrie. Energy a intrat și în clasamentele din Elveția și Polonia. Cea de-a doua lansare a albumului este cântecul „Return the Favor”, compus de Timbalanda. Artista a mai colaborat și cu interpretul Chris Brown, cu care a lansat melodia „Superhuman”, ce a devenit un single de top 40 în Irlanda, Noua Zeelandă și Regatul Unit.
Într-un interviu, Hilson afirmă despre album următoarele:
| “ | Este felul meu de a spune că nimic în lume nu este perfect și nici o persoană nu este. Nici unul dintre noi nu este scutit de necazuri și probleme în dragoste. A fost important pentru mine să scriu cântece pe care femeile le pot asocia cu situațiile reale. | ” |

## Discografie

### Albume

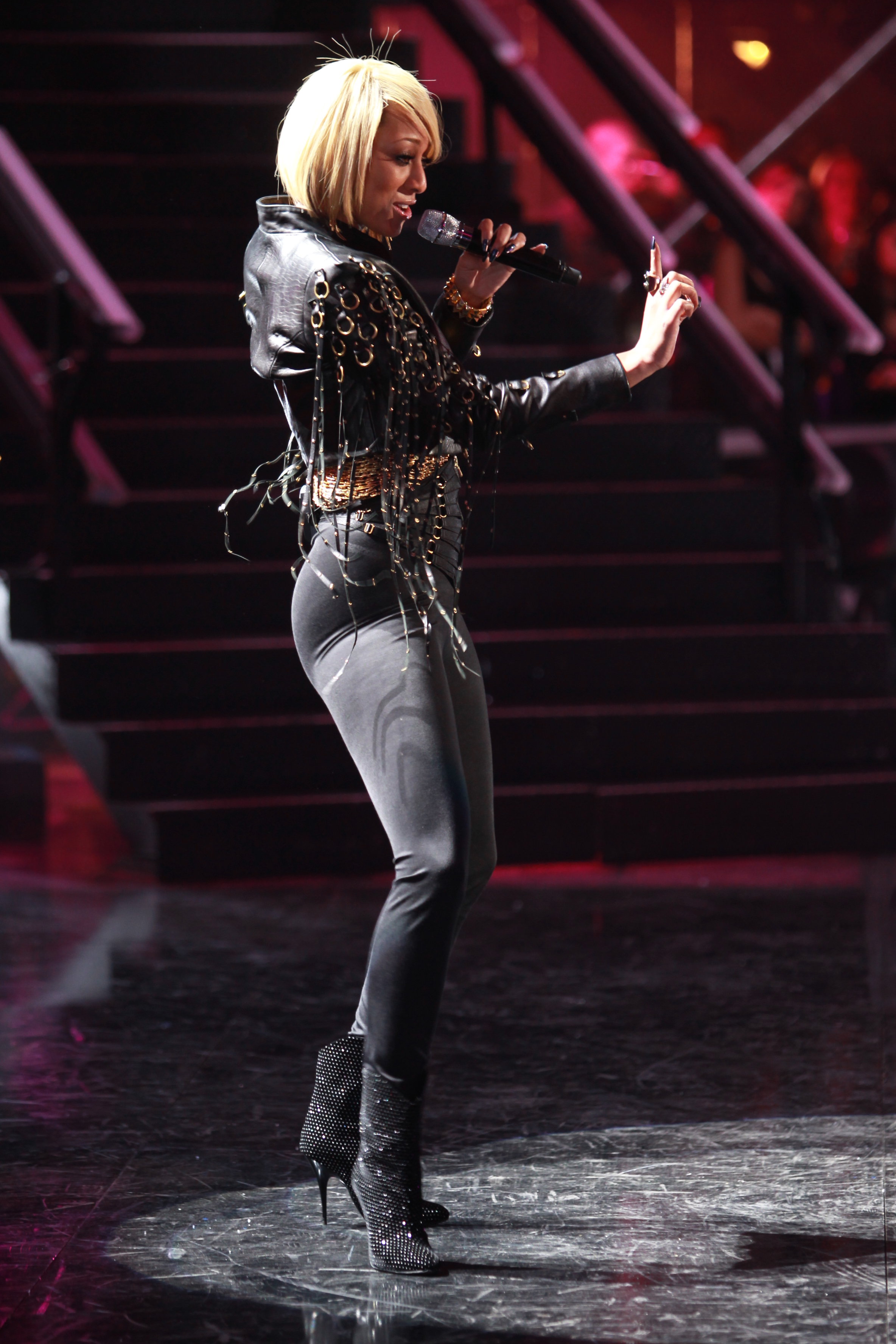
Keri Hilson

| Titlu                 | Detalii album                                                                                  | Clasări | Clasări | Clasări | Clasări | Clasări | Clasări | Clasări | Clasări | Certificări                |
| Titlu                 | Detalii album                                                                                  | US      | US R&B  | GER     | GRE     | IRL     | NZ      | SWI     | UK      | Certificări                |
| --------------------- | ---------------------------------------------------------------------------------------------- | ------- | ------- | ------- | ------- | ------- | ------- | ------- | ------- | -------------------------- |
| In a Perfect World... | - Lansat: March 24, 2009 - Label: Mosley, Zone4 - Formate: CD, digital download                | 4       | 1       | 28      | 33      | 35      | 16      | 65      | 22      | - RIAA: Gold - BPI: Silver |
| No Boys Allowed       | - Lansat: 21 December 2010 - Label: Interscope, Zone 4, Mosley - Formate: CD, digital download | 11      | 7       | —       | —       | 96      | —       | —       | 76      |                            |

### Single-uri

#### Solo
| Anul | Titlul                            | Clasări | Clasări | Clasări | Clasări | Clasări | Clasări | Clasări | Clasări | Clasări | Album                 |
| Anul | Titlul                            | SUA     | SUA R&B | SUA Pop | UK      | NZL     | AUS     | ELV     | RO      | UWC     | Album                 |
| ---- | --------------------------------- | ------- | ------- | ------- | ------- | ------- | ------- | ------- | ------- | ------- | --------------------- |
| 2008 | „Energy”                          | 78      | 21      | 12      | —       | 2       | 69      | 64      | —       | —       | In a Perfect World... |
| 2008 | „Return the Favor” (cu Timbaland) | —       | —       | —       | —       | —       | —       | —       | —       | —       | In a Perfect World... |

#### În colaborare
| Anul | Titlul                                                                    | Clasări | Clasări | Clasări | Clasări | Clasări | Clasări | Clasări | Clasări | Clasări | Clasări | Album                       |
| Anul | Titlul                                                                    | SUA     | SUA R&B | SUA Pop | UK      | NZL     | AUS     | RO      | IRL     | ELV     | UWC     | Album                       |
| ---- | ------------------------------------------------------------------------- | ------- | ------- | ------- | ------- | ------- | ------- | ------- | ------- | ------- | ------- | --------------------------- |
| 2004 | „Hey Now” (Xzibit cu Keri Hilson)                                         | 93      | 53      | —       | 9       | —       | 44      | —       | —       | 42      | —       | Weapons of Mass Destruction |
| 2005 | „Pimpin' All Over the World” (Ludacris cu Bobby Valentino și Keri Hilson) | 9       | 5       | 24      | —       | —       | 28      | —       | —       | —       | —       | The Red Light District      |
| 2006 | „Help” (Lloyd Banks cu Keri Hilson)                                       | —       | 77      | —       | —       | —       | —       | —       | —       | —       | —       | Rotten Apple                |
| 2007 | „The Way I Are” (Timbaland cu Keri Hilson & D.O.E.)                       | 3       | 59      | 1       | 1       | 2       | 1       | 5       | 1       | 3       | 2       | Shock Value                 |
| 2007 | „Good Things” (Rich Boy cu Polow da Don & Keri Hilson)                    | —       | 54      | 27      | —       | —       | —       | —       | —       | —       | —       | Rich Boy                    |
| 2008 | „Scream” (Timbaland cu Keri Hilson & Nicole Scherzinger)                  | 122     | —       | 50      | 12      | 9       | 20      | 7       | 10      | —       | 27      | Shock Value                 |
| 2008 | „Hero” (Nass cu Keri Hilson)                                              | 97      | 82      | —       | 70      | —       | —       | —       | —       | 70      | —       | Untitled                    |
| 2008 | „Superhuman” (Chris Brown cu Keri Hilson)                                 | —       | —       | —       | 40      | 15      | —       | —       | 33      | —       | —       | Exclusive                   |
| 2008 | „Numba 1 (Tide Is High)” (Kardinal Offishall cu Keri Hilson)              | —       | —       | —       | —       | —       | —       | —       | —       | —       | —       | Not 4 Sale                  |

## Creditări pentru cântece
| - 3LW - „Feelin' You” - 3LW - „Things You Never Hear a Girl Say” - ATL - „The One” - Avant - „4 Minutes” - B5 - „Heartbreak” - Bayje - „Jealous Of Your Whip” - Bobby Valentino - „Let's Go” - Britney Spears - „Gimme More” - Britney Spears - „Break the Ice” - Britney Spears - „Outta This World” - Britney Spears - „Perfect Lover” - Chingy - „Let Me Luv U” - Chris Brown - „Young Love” - Ciara - „Ooh Baby” - Crystal Kay - „I'm Not Alone” - Danity Kane - „Want It” - Danity Kane - „Right Now” - Diddy - „After Love” - Esko Martinez - „Heartbreak” - Field Mob - „At the Park” - Jennifer Lopez - „Wrong When You're Gone” - Katharine McPhee - „Vegas/Gamble” - Keke Palmer - „The Game Song” | - LeToya Luckett - „What Love Can Do” - Ludacris - „Runaway Love” - Mary J. Blige - „Take Me as I Am” - Mopheadz - „Rub Me Up Rite” - Omarion - „Ice Box” - Paula Campbell - „Hitlist” - Pussycat Dolls - „Bite the Dust” - Pussycat Dolls - „Wait a Minute” - Rich Boy - „Good Things” - Rich Boy - „Lost Girls” - Ruben Studdard - „Play Our Song” - Shawn Desman - „Red Hair” - Tank - „I Love You” - Timbaland - „The Way I Are” - Timbaland - „Miscommunication” - Timbaland - „Scream” - Timbaland - „Hello” - Toni Braxton - „Sposed to Be” - Toni Braxton - „Almost There” - Usher - „Red Light” - Usher - „Love In This Club Part II” (cu Beyoncé și Lil Wayne) - Young Twist - „Love for the Game” |

## Filmografie
| An   | Titlu                 | Rol                              | Note                |
| ---- | --------------------- | -------------------------------- | ------------------- |
| 2012 | Think Like a Man      | Heather                          | Film                |
| 2013 | Riddick               | K.L. Sunhell, Santana's Prisoner | Film                |
| 2016 | Almost Christmas      | Jasmine                          | Film                |
| 2017 | Love by the 10th Date | Billie                           | Film de televiziune |

## Turnee
Artist principal
- European Tour (2011)

Artist secundar
- I Am Music Tour (2009) (cu Lil Wayne)
- I Am Still Music Tour (2011) (cu Lil Wayne)

## Premii și nominalizări
| An   | Beneficiar                                                   | Premiu                                                   | Rezultat     |
| ---- | ------------------------------------------------------------ | -------------------------------------------------------- | ------------ |
| 2007 | "The Way I Are" (Timbaland featuring D.O.E. and Keri Hilson) | MTV Video Music Award for Monster Single of the Year     | Nominalizare |
| 2009 | Ea însăși                                                    | American Music Award for Favorite Female R&B/Soul Artist | Nominalizare |
| 2009 | Ea însăși                                                    | American Music Award for Breakthrough Artist             | Nominalizare |
| 2009 | Ea însăși                                                    | BET Award for Best New Artist                            | Câștigat     |
| 2009 | Ea însăși                                                    | BET Award for Best Female R&B Artist                     | Nominalizare |
| 2009 | "Turnin Me On" (with Lil Wayne)                              | BET Award for Viewer's Choice                            | Nominalizare |
| 2009 | "Turnin Me On" (with Lil Wayne)                              | BET Award for Best Collaboration                         | Nominalizare |
| 2009 | In a Perfect World...                                        | Urban Music Award for Best Album                         | Nominalizare |
| 2009 | Ea însăși                                                    | Urban Music Award for Best Female Act                    | Nominalizare |
| 2009 | Ea însăși                                                    | MOBO Award for Best International Act                    | Nominalizare |
| 2009 | Ea însăși                                                    | MOBO Award for Best R&B/Soul Act                         | Câștigat     |
| 2009 | Ea însăși                                                    | Soul Train Music Award for Best New Artist               | Câștigat     |
| 2009 | "Turnin Me On" (with Lil Wayne)                              | Soul Train Music Award for Song of the Year              | Nominalizare |
| 2009 | "Knock You Down" (with Kanye West and Ne-Yo)                 | Soul Train Music Award for Best Collaboration            | Câștigat     |
| 2009 | "Knock You Down" (with Kanye West and Ne-Yo)                 | Soul Train Music Award for Record of the Year            | Nominalizare |
| 2010 | "Knock You Down" (with Kanye West and Ne-Yo)                 | Grammy Award for Best Rap/Sung Collaboration             | Nominalizare |
| 2010 | Ea însăși                                                    | Grammy Award for Best New Artist                         | Nominalizare |
| 2010 | Ea însăși                                                    | NAACP Image Award for Outstanding New Artist             | Câștigat     |
| 2010 | "Got Your Back" (T.I. featuring Keri Hilson)                 | Soul Train Music Award for Best Hip-Hop Song             | Nominalizare |
| 2011 | "Pretty Girl Rock"                                           | BET Award for Video of the Year                          | Nominalizare |
| 2011 | Ea însăși                                                    | BET Award for Best Female R&B Artist                     | Nominalizare |
| 2011 | Ea însăși                                                    | Get Schooled Award                                       | Câștigat     |
| 2011 | "Pretty Girl Rock"                                           | Soul Train Music Award for Best Dance Performance        | Nominalizare |